# Simone Boilard
Pour les articles homonymes, voir Boilard.
Simone Boilard, née le 21 juillet 2000 est une coureuse cycliste canadienne, professionnelle depuis 2019.

## Biographie
Elle commence le vélo dès l'enfance et est entraînée par Christine Gillard durant sa carrière amateure. En 2017, elle se classe deuxième de la Green Mountain Stage Race. En septembre 2017, elle se classe huitième du championnat du monde juniors, puis septembre 2018 cinquième du contre la montre juniors. Quelques jours plus tard, elle se classe troisième du championnat du monde juniors sur route derrière l’Autrichienne Laura Stigger et la Française Marie Le Net. Polyvalente (grimpeuse, sprinteuse, rouleuse), elle semble devoir avoir une carrière professionnelle à succès.
Début 2019, elle s'engage avec l'équipe UCI Sho-Air Twenty20, mais ne confirme pas et connait une dépression. Puis on lui diagnostique tardivement une endofibrose iliaque. Ces blessures l'empêchent de confirmer en UCI ses résultats juniors : « J’ai été opérée à l’artère iliaque en décembre [2020], et j’ai contracté une septicémie en juin [2021]... donc j’ai seulement pu recommencer à pédaler en juillet ».
Après un retour entrevu à l'été 2021 sous les couleurs du Team Macadam Cowboys et de l'équipe du Canada, elle s'engage fin 2021 pour l'équipe française Saint Michel-Auber 93. Parallèlement à sa carrière sportive, elle étudie à distance l'administration des affaires dans une université québécoise tout en s'installant en France, à Saint-Laurent-du-Var (Alpes-Maritimes),. Elle enregistre sa première victoire professionnelle sur les Boucles de Seine-et-Marne avec plus de 3 minutes d'avance sur la deuxième,. Elle obtient une 6e place du Flanders Diamond Tour puis la 8e place de la Ronde de Mouscron. Si une chute avant les premiers secteurs pavés lu ôte toute ambition sur Paris-Roubaix, elle termine dixième du général à la course par étapes RideLondon-Classique. Sélectionnée pour le Tour de France Femmes 2022, elle se classe huitième de la première étape sur les Champs-Élysées. Elle chute deux fois dans le final à Provins, ce que lui cause un débours de 3 min 22 s sur la gagnante de la deuxième étape Marianne Vos. Après quelques journées marquées par des chutes ou des soucis mécaniques, elle figure dans le sprint final de la sixième étape, arrivant à la 16e place. En fin d'année, elle est deuxième de la Périgord Ladies, quatrième du Tour de l'Ardèche et du championnat du monde sur route espoirs.
En 2023, elle réalise à nouveau une saison solide. Dès janvier, elle se classe dixième de la Cadel Evans Great Ocean Road Race. Elle décroche par la suite plusieurs tops 10 sur des courses d'un jour belges et françaises. Le 19 août, elle décroche en solitaire la première victoire de sa carrière lors du GP Oetingen. À la fin de la saison, elle termine septième du championnat du monde de gravel.
Après ses succès, Boilard rejoint l'équipe World Tour Uno-X Mobility pour la saison 2024.

## Palmarès

### Par année
- 2017

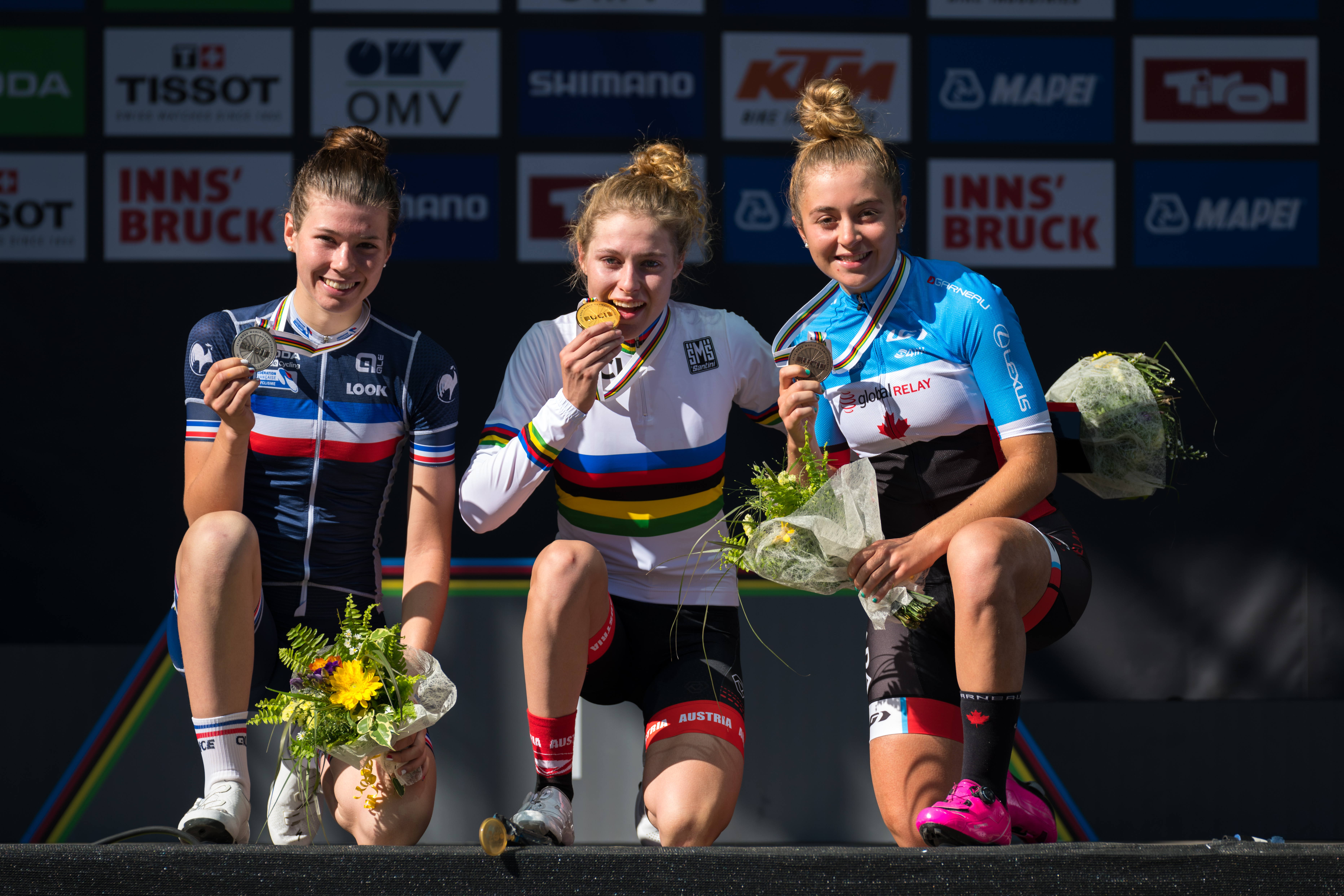
Simone Boilard (à droite), 3e du Championnat du monde juniors sur route 2018.

  - 8e des Championnats du monde juniors sur route[4]
- 2018
  -  Médaillée de bronze du championnat du monde sur route juniors[2]
  - 5e des Championnats du monde juniors contre-la-montre[4]
- 2022
  -  Championne du Canada sur route espoirs[11]
  - Boucles de Seine-et-Marne[11]
  - 2e de la Périgord Ladies
  - 3e du Grand Prix Velo Alanya
  - 3e du championnat du Canada sur route[11]
  - 4e du championnat du monde sur route espoirs
  - 10e de la RideLondon-Classique[12]
- 2023
  - GP Oetingen
  - 3e du Grand Prix d'Isbergues
  - 10e de la Cadel Evans Great Ocean Road Race

### Résultats sur les grands tours

#### Tour de France
3 participations
- 2022 : 71e
- 2023 : 34e
- 2024 : 48e

### Classements mondiaux
| Année                                 | 2022 | 2023 | 2024 |
| ------------------------------------- | ---- | ---- | ---- |
| Classement UCI                        | 65e  | 73e  | 143e |
| UCI World Tour                        | 102e | 91e  | 106e |
|                                       |      |      |      |
| Légende : nc = non classéSource : UCI |      |      |      |